# Stere Adamache
Stere Adamache (Galați, 1941. augusztus 17. – Crișan, 1978. július 9.) román válogatott labdarúgókapus.
36 éves korában belefulladt a Dunába.

## Pályafutása

### A válogatottban
1970 és 1972 között 7 alkalommal szerepelt a román válogatottban. Részt vett az 1964. évi nyári olimpiai játékokon és az 1970-es világbajnokságon.